# Docalidia pallidus
Docalidia pallidus är en insektsart som beskrevs av Henry Fairfield Osborn 1924. Docalidia pallidus ingår i släktet Docalidia och familjen dvärgstritar. Inga underarter finns listade i Catalogue of Life.